# Lernaea variabilis
Lernaea variabilis är en kräftdjursart som först beskrevs av C. B. Wilson 1916.  Lernaea variabilis ingår i släktet Lernaea och familjen Lernaeidae. Inga underarter finns listade i Catalogue of Life.